# Marie-Christine Blandin
Marie-Christine Blandin (Roubaix, 22 settembre 1952) è una politica francese.

## Biografia
Nata il 22 settembre 1952 a Roubaix (dipartimento del Nord). Dopo aver vinto con la lista de I Verdi alle elezioni del Consiglio regionale del Nord-Pas-de-Calais nel marzo 1992, è diventata presidente del Consiglio regionale. Nel 2001 è stata eletta al Senato nella lista dei socialisti di Pierre Mauroy . Alle elezioni senatoriali del 2011 è entrata al quarto posto nella lista dei socialisti di Michel Delebarre ed è stata rieletta al Senato.
Dopo lo scioglimento del gruppo degli ambientalisti al Senato nel giugno 2017, a causa di una diminuzione del suo numero al di sotto del limite, si è dimessa dalla carica di senatrice.

## Nella cultura popolare
Marie-Christine Blandin è al centro di La Présidente, reportage a fumetti prodotto da Jean-Christophe Menu e Blutch nell'opera collettiva Noire est la terre (ed. Autrement, 1995).

## Pubblicazioni
Marie-Christine Blandin ha pubblicato La Restitution, Région - Sénat diffusa da La nage de l'ourse nell'aprile 2021